# Алонсоа южная
Алонсо́а ю́жная (лат. Alonsoa meridionalis) — вид цветковых растений рода Алонсоа (Alonsoa).

## Ботаническое описание
Многолетнее травянистое растение высотой до 80 см. Листья среднего размера. Цветки мелкие, диаметром около 2 см, от нежно—оранжевого до красного цвета. Цветение продолжительное. Согласно принятой системе классификации, Alonsoa warscewiczii является синонимом этого вида, хотя у него листья темнее, а стебли интенсивнее накапливают красноватый пигмент.

## Ареал
Родина этого растения — Перу.

## Хозяйственное значение и применение
Растение выращивают как декоративное.

## Синонимика
- Alonsoa bidentanta Lopez Guillen
- Alonsoa compacta Siebert & Voss
- Alonsoa grandiflora Siebert & Voss
- Alonsoa incisa Siebert & Voss
- Alonsoa incisifolia Ruiz & Pav.
- Alonsoa incissaefolia Ruiz & Pav.
- Alonsoa incissaefolia var. latifolia Benth.
- Alonsoa meridionalis var. carnea Kuntze
- Alonsoa meridionalis var. cinnabarina Kuntze
- Alonsoa meridionalis var. crocea Kuntze
- Alonsoa meridionalis var. flava Kuntze
- Alonsoa meridionalis var. micans Kuntze
- Alonsoa meridionalis var. rubra Kuntze
- Alonsoa mutisii (Kunth) G.Don
- Alonsoa myrtifolia Roezl
- Alonsoa parviflora (Kunth) G.Don
- Alonsoa peruviana López Guillén
- Alonsoa procumbens Ruiz & Pav.
- Alonsoa urticifolia (Willd.) Steud.
- Alonsoa warscewiczii Regel
- Alonsoa warscewiczii f. coccinea Moldenke
- Celsia urticifolia Sims
- Gerardia stemodiifolia Walp.
- Hemimeris incisifolia Pers.
- Hemimeris linearis (Jacq.) Pers.
- Hemitomus urticifolius L'Hér. ex Desf.
- Scrophularia meridionalis L.f.[1]